# Vorgod Sogn
Vorgod Sogn er et sogn i Skjern Provsti (Ribe Stift).
Nørre Vium Sogn var indtil 1898 anneks til Vorgod Sogn, som derefter blev et selvstændigt pastorat. Herborg Sogn blev samme år udskilt fra Vorgod Sogns vestlige del og blev anneks til Nørre Vium Sogn. Alle 3 sogne hørte til Bølling Herred i Ringkøbing Amt. Både Vorgod og Nørre Vium-Herborg sognekommuner blev ved kommunalreformen i 1970 indlemmet i Videbæk Kommune, der ved strukturreformen i 2007 indgik i Ringkøbing-Skjern Kommune.
I Vorgod Sogn ligger Vorgod Kirke. Fjelstervang Kirke blev i 1898 indviet som filialkirke til Vorgod Kirke, og Fjelstervang blev et kirkedistrikt i Vorgod Sogn. I 2010 blev Fjelstervang Kirkedistrikt udskilt som det selvstændige Fjelstervang Sogn.
I Vorgod og Fjelstervang sogne findes følgende autoriserede stednavne:
- Abildtrup (bebyggelse, ejerlav)
- Abildtrup Mark (bebyggelse)
- Alle (bebyggelse, ejerlav)
- Allehøje (areal)
- Bakkehvile (bebyggelse)
- Barde (bebyggelse, ejerlav)
- Barde Hede (bebyggelse)
- Barde Plantage (areal)
- Bavnsbjerg (areal)
- Brunbjerg (areal)
- Ejlbanke (areal)
- Feldebæk (vandareal)
- Fjelstervang (bebyggelse)
- Frifelt (bebyggelse)
- Gejlhøj (areal)
- Gildehøj (areal)
- Gråtop (areal)
- Herning Kommuneplantage (areal)
- Hølletbæk (vandareal)
- Karlsmose (bebyggelse)
- Karlsmose Banke (areal)
- Kirsebærmose (areal)
- Lille Abildbjerg (areal)
- Lærkedalen (bebyggelse)
- Mombjerge (areal)
- Mommose (areal)
- Mosegård (bebyggelse)
- Mølsted Bæk (vandareal)
- Rimmerhus (bebyggelse)
- Stengren (bebyggelse)
- Store Abildbjerg (areal)
- Store Momhøj (areal)
- Storehøj (areal)
- Stålhøj (areal)
- Vesterager (bebyggelse)
- Vorgod (bebyggelse, ejerlav)
- Vorgod Østerby (bebyggelse)